# Acanthobrama hulensis
Acanthobrama hulensis е изчезнал вид лъчеперка от семейство Шаранови (Cyprinidae).

## Разпространение
Видът е бил разпространен в блатата и сладководните езера в северен Израел.